# 상북면 (양산시)
상북면(上北面)은 대한민국 경상남도 양산시의 면이다. 넓이는 67.81km2이고, 인구는 2006년 기준으로 16,294명이다.

## 행정 구역
- 내석리
- 석계리
- 소토리
- 외석리
- 신전리
- 좌삼리
- 소석리
- 상삼리
- 대석리

## 아파트
- 양산 두산위브더제니스 (석계리) : 입주미정.